# بريرة العليا (دوعن)
'

تعديل مصدري - تعديل

بريرة العليا هي إحدى قرى عزلة صيف بمديرية دوعن التابعة لمحافظة حضرموت، بلغ تعداد سكانها 177 نسمة حسب تعداد اليمن لعام 2004.